# Schefflera quinquestylorum
Schefflera quinquestylorum är en araliaväxtart som beskrevs av Julian Alfred Steyermark. Schefflera quinquestylorum ingår i släktet Schefflera och familjen araliaväxter. Inga underarter finns listade.